# Liste der Biografien/Nad
Liste der Biografien |
Portal Biografien |
Personensuche
# |
A |
B |
C |
D |
E |
F |
G |
H |
I |
J |
K |
L |
M |
N |
O |
P |
Q |
R |
S |
T |
U |
V |
W |
X |
Y |
Z |
?
 
Na |
Nb |
Nc |
Nd |
Ne |
Nf |
Ng |
Nh |
Ni |
Nj |
Nk |
Nl |
Nm |
Nn |
No |
Nr |
Ns |
Nt |
Nu |
Nv |
Nw |
Nx |
Ny |
Nz
 
Naa |
Nab |
Nac |
Nad |
Nae |
Naf |
Nag |
Nah |
Nai |
Naj |
Nak |
Nal |
Nam |
Nan |
Nao |
Nap |
Naq |
Nar |
Nas |
Nat |
Nau |
Nav |
Naw |
Nax |
Nay |
Naz
Die Liste der Biografien führt alle Personen auf, die in der deutschsprachigen Wikipedia einen Artikel haben. Dieses ist eine Teilliste mit 226 Einträgen von Personen, deren Namen mit den Buchstaben „Nad“ beginnt.

## Nad

### Nada
- Nada Saya, John (1978–2011), tansanischer Marathonläufer
- Nada, Youssef († 2024), ägyptisch-italienischer Unternehmer
- Nadab, König des Nordreichs Israel
- Nadafi, Sara (* 1995), iranische Hürdenläuferin
- Nadai, Amos (* 1948), israelischer Diplomat
- Nadai, Arpad (1883–1963), ungarisch-US-amerikanischer Hochschullehrer
- Nadal Gaya, Eugenio (1917–1944), spanischer Schriftsteller
- Nadal i Ginard, Bernat (* 1942), spanischer Mediziner
- Nadal, Fidel (* 1965), argentinischer Reggae-Sänger, ehemaliger Frontmann der Band Todos Tus Muertos
- Nadal, Ignacio (* 1992), uruguayischer Fußballspieler
- Nadal, Jerónimo (1507–1580), spanischer Jesuit
- Nadal, Lymari (* 1978), puerto-ricanische Schauspielerin
- Nadal, Manel (* 1953), katalanischer Politiker und Hochschullehrer
- Nadal, Miguel Ángel (* 1966), spanischer Fußballspieler
- Nadal, Rafael (* 1986), spanischer TennisspielerRafael Nadal (* 1986)

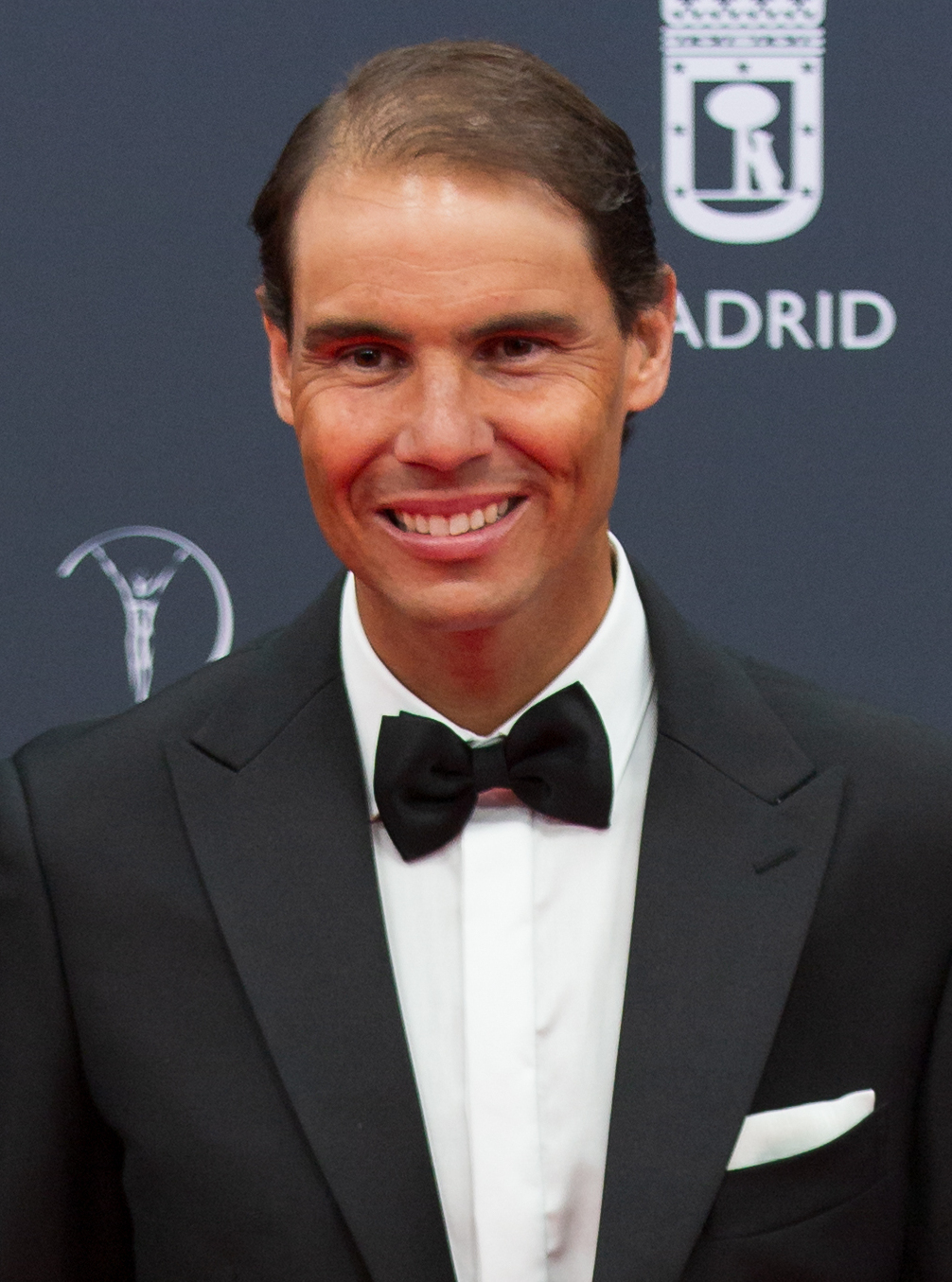
Rafael Nadal (* 1986)

- Nadal, Toni (* 1961), spanischer TennistrainerToni Nadal (* 1961)

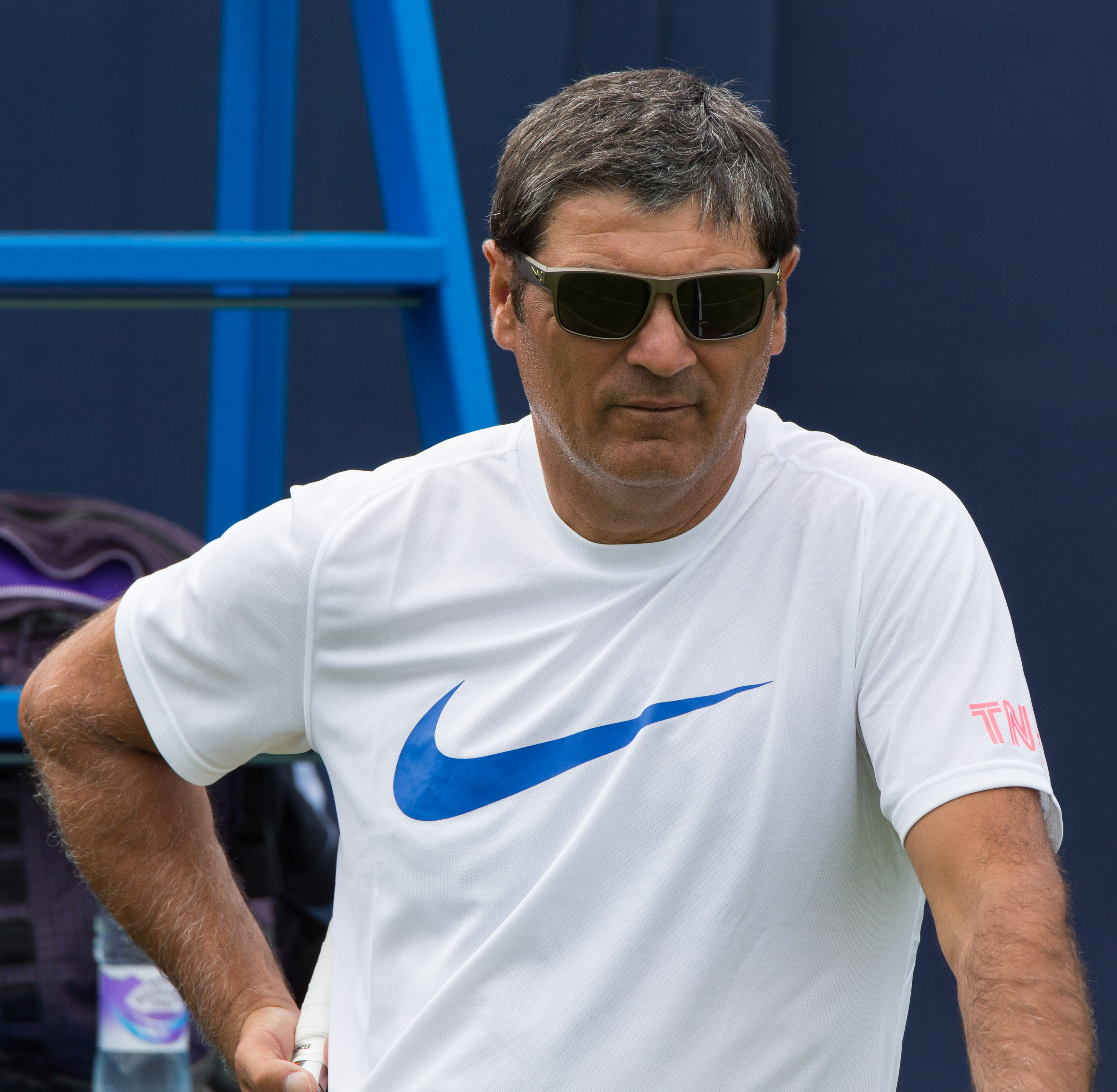
Toni Nadal (* 1961)

- Nadalini, Thomas (* 2002), italienischer Shorttracker
- Nadanjan, Aschot (* 1972), armenischer Schachspieler und -trainer
- Nadar (1820–1910), französischer Fotograf, Karikaturist, Schriftsteller und Luftschiffer
- Nadar, Kiran (* 1951), indische Bridgespielerin, Kunstsammlerin und Philanthropin
- Nadar, Paul (1856–1939), französischer Berufsfotograf
- Nadar, Roshni (* 1982), indische Unternehmerin
- Nadar, Shiv (* 1945), indischer Unternehmer
- Nadarajah, Fabienne (* 1985), österreichische Schwimmerin
- Nadareischwili, Gia (1921–1991), georgischer Studienkomponist
- Nadarević, Safet (* 1980), bosnischer Fußballspieler
- Nadarkhani, Yousef (* 1977), iranischer evangelischer Pfarrer, der zum Tode verurteilt wurde
- Nadaroğlu, Tuncay (* 1974), türkischer Fußballspieler
- Nádas, Bence (* 1996), ungarischer Kanute
- Nádas, Péter (* 1942), ungarischer Schriftsteller und Fotograf
- Nadaschkewitsch, Alexander Wassiljewitsch (1897–1967), russisch-sowjetischer Luftfahrtingenieur
- Nádasdy von Fogarasföld, Franz (1555–1604), ungarischer Adliger, der den Beinamen „Der schwarze Ritter“ trugFranz Nádasdy von Fogarasföld (1555–1604)

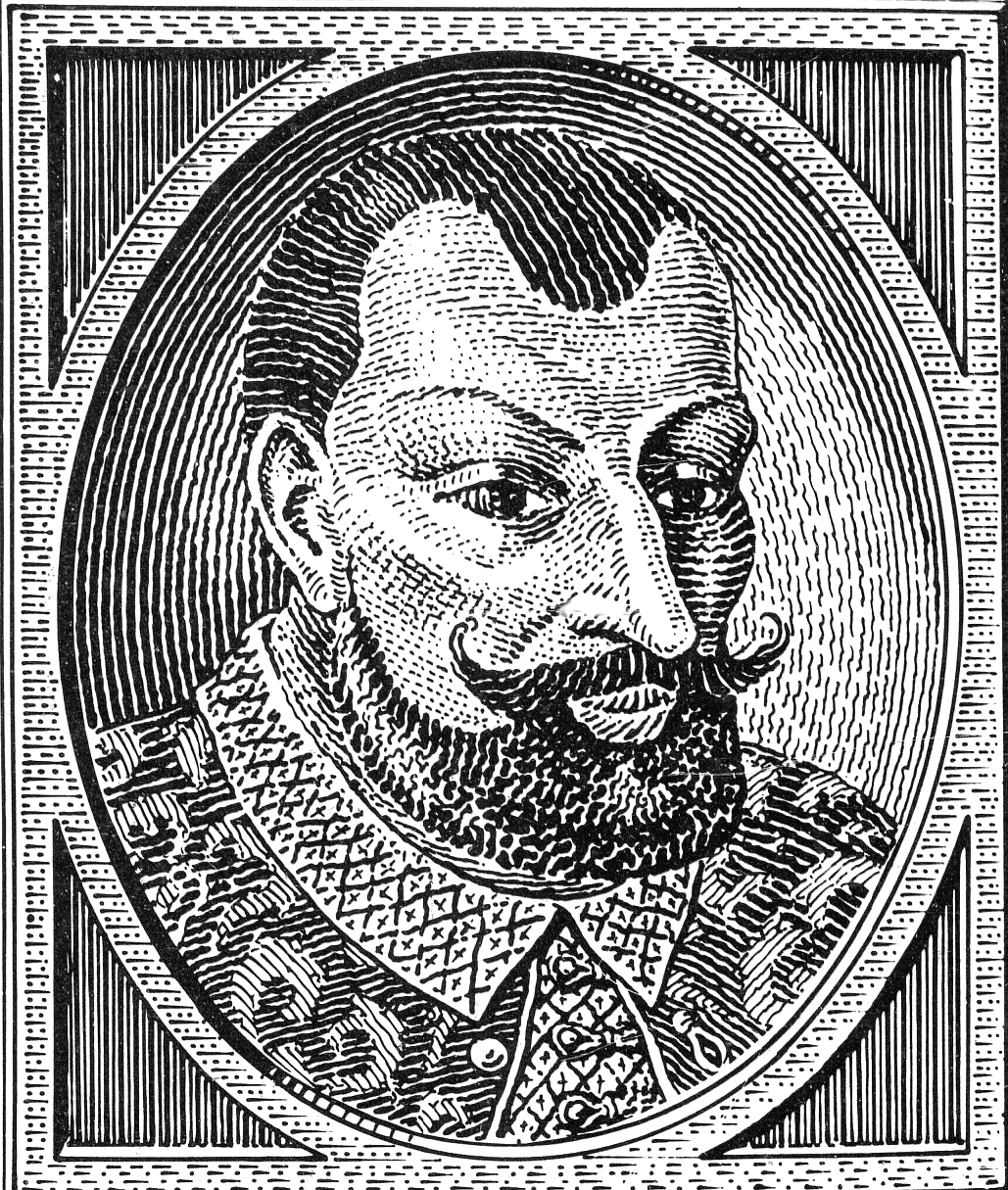
Franz Nádasdy von Fogarasföld (1555–1604)

- Nádasdy, Franz III. (1622–1671), ungarischer Kronrichter und General
- Nádasdy, Franz Leopold von (1708–1783), österreichischer Feldmarschall und Ban von Kroatien
- Nádasdy, Franz Seraphin von (1801–1883), ungarisch-österreichischer Diplomat und Politiker
- Nádasdy, János (* 1939), ungarisch-deutscher Grafiker, Objekt- und Aktionskünstler
- Nádasdy, László (1662–1729), Bischof von Szeghed
- Nádasdy, Michael von (1775–1854), österreichisch-ungarischer Politiker
- Nádasdy, Thomas III. (1498–1562), ungarischer Magnat
- Nádaši-Jégé, Ladislav (1866–1940), slowakischer Schriftsteller
- Nadaški, Dimitrije (* 1988), serbischer Eishockeyspieler
- Nadaud, Édouard (1862–1928), französischer klassischer Violinist und Musikpädagoge
- Nadaud, Gustave (1820–1893), französischer Dichter, Goguettier, Liedermacher und Sänger
- Nadaya, Diego (* 1989), argentinischer Fußballspieler

### Nadb
- Nadbyl, Bernhard (1846–1921), deutscher Jurist und Politiker (Zentrum), MdR

### Nadd
- Nadda, Jagat Prakash (* 1960), indischer Politiker
- Naddaf, Marie Claude, syrische Nonne und Frauenrechtsaktivistin
- Naddoddur, Siedler auf den Färöern
- Naddour, Alexander (* 1991), US-amerikanischer Kunstturner
- Naddschār, ʿAbd al-Madschīd an- (* 1945), tunesischer islamischer Rechtsgelehrter, Intellektueller und Hochschullehrer

### Nade
- Nadeau, Claire (* 1945), französische Schauspielerin
- Nadeau, Janice (* 1977), kanadische Illustratorin, künstlerische Leiterin und Animationsfilmerin
- Nadeau, Joshua (* 1994), französischer Fußballspieler
- Nadeau, Maurice (1911–2013), französischer Schriftsteller, Literaturkritiker, Herausgeber und Verleger
- Nadeau, Nicolas (* 1997), kanadischer Eiskunstläufer
- Nadeau-Dubois, Gabriel (* 1990), kanadischer Politiker (Québec solidaire), Abgeordneter der Nationalversammlung von Québec
- Nadeeka Pushpakumara, Pasqual (* 1986), sri-lankischer Fußballspieler
- Nadeem, Arshad (* 1997), pakistanischer SpeerwerferArshad Nadeem (* 1997)

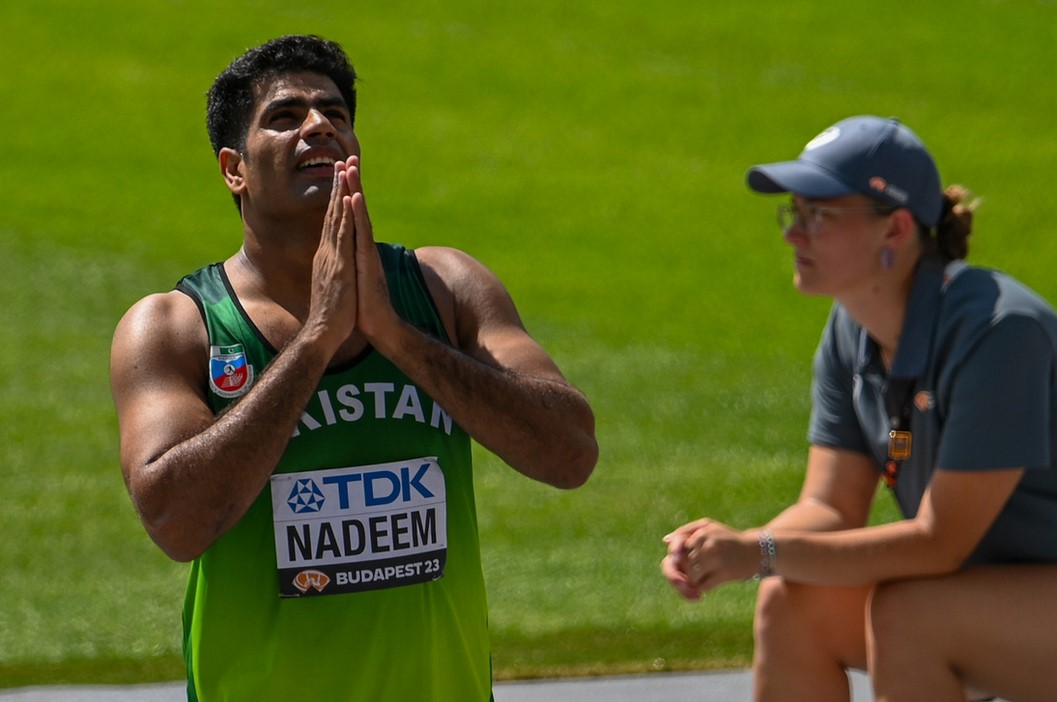
Arshad Nadeem (* 1997)

- Nadeem, Mohammad Aqil (* 1958), pakistanischer Diplomat
- Nadeem, Muhammad (* 1995), pakistanischer Leichtathlet
- Nadel, Arno (* 1878), jüdischer Musikwissenschaftler, Schriftsteller und Maler
- Nadel, Arthur H. (1921–1990), US-amerikanischer Film- und Fernsehregisseur, Filmproduzent, Drehbuchautor und Filmeditor
- Nadel, Barbara, englische Schriftstellerin
- Nadel, Lynn (* 1942), US-amerikanischer Neurowissenschaftler
- Nadel, Nicole (* 2000), israelische Tennisspielerin
- Nadel, Siegfried Ferdinand (1903–1956), britischer Musikwissenschaftler, Psychologe und Sozialanthropologe
- Nadella, Satya (* 1967), US-amerikanischer Informatiker; CEO von MicrosoftSatya Nadella (* 1967)

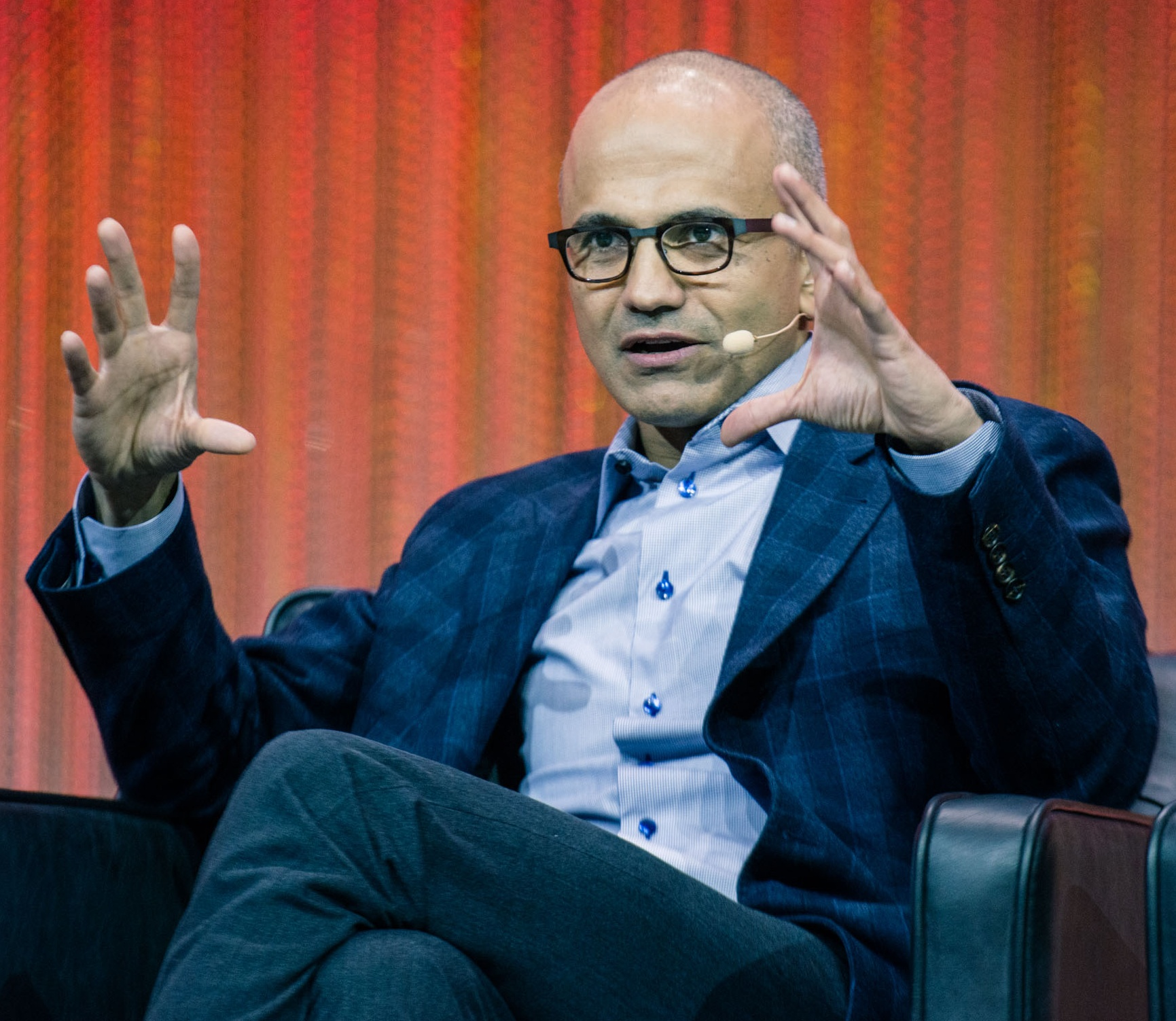
Satya Nadella (* 1967)

- Nadelman, Elie (1882–1946), polnisch-amerikanischer Bildhauer, Zeichner und Sammler
- Nadelmann, Kurt Hans (1900–1984), US-amerikanischer Rechtswissenschaftler
- Nadelmann, Noëmi (* 1962), Schweizer Opernsängerin
- Nadelson, Reggie, US-amerikanische Journalistin und Autorin
- Nademleinsky, Marco (* 1974), österreichischer Rechtswissenschafter und Rechtsanwalt
- Naden, Constance (1858–1889), britische Schriftstellerin, Dichterin und Philosophin
- Nádeníček, Lubomír (* 1947), tschechischer Hürdenläufer
- Nader Schah (1688–1747), Schah Persiens (1736–1747)
- Nader, Daniel (1982–2024), österreichischer Boxtrainer und Sportfunktionär
- Nader, Franz (1865–1947), österreichischer Gewerkschafter
- Nader, George (1921–2002), US-amerikanischer SchauspielerGeorge Nader (1921–2002)

George Nader (1921–2002)

- Nader, George (* 1959), libanesisch-US-amerikanischer Unternehmer, Lobbyist und Politikberater
- Näder, Hans Georg (* 1961), deutscher Unternehmer
- Nader, Helena (* 1947), brasilianische Biomedizinerin und Hochschullehrerin
- Nader, Isaac (* 1999), portugiesischer Mittel- und Langstreckenläufer
- Nader, Marcos (* 1990), österreichischer Boxer
- Näder, Max (1915–2009), deutscher Unternehmer
- Nader, Michael (1945–2021), US-amerikanischer Schauspieler
- Nader, Ralph (* 1934), US-amerikanischer Verbraucheranwalt und Politiker
- Nader, Salar (* 1981), afghanisch-amerikanischer Tablaspieler, Komponist und Musikpädagoge
- Nader, Serge, libanesischer Wasserski-Fahrer, Skisportler, Skisportfunktionär und Besitzer eines Yachtclubs
- Nader, Thomas (* 1959), österreichischer Diplomat
- Nader, Zahra (* 1990), afghanisch-kanadische Journalistin
- Naderer, Hans (1891–1971), österreichischer Bühnenschriftsteller und Journalist
- Naderer, Helmut (* 1962), österreichischer Politiker (BZÖ, FPÖ, TEAM), Landtagsabgeordneter
- Naderer, Josef (1906–1965), österreichischer Politiker (ÖVP), Landtagsabgeordneter
- Naderer, Walter (* 1962), österreichischer Politiker (FRANK), Landtagsabgeordneter
- Naderer-Jelinek, Sabine (* 1981), österreichische Politikerin (SPÖ), Bürgermeisterin
- Naderi, Firouz (1946–2023), iranisch-amerikanischer Wissenschaftler
- Nāderī, Mehdī (* 1973), iranischer Filmregisseur, Drehbuchautor, Filmeditor und Filmproduzent
- Naderi, Mohammad (* 1996), iranischer Fußballspieler
- Naderi, Najib (* 1984), afghanischer Fußballnationalspieler
- Naderi, Ryan (* 2003), deutscher Fußballspieler
- Naderian, Mandana (* 1970), deutsche Fernsehmoderatorin, Produzentin, Redakteurin und Podcasterin
- Naderian, Reza (* 1989), iranischer Taekwondoin
- Naderman, François-Joseph (1781–1835), französischer Harfenist
- Nadermann, Hermann Ludwig (1778–1860), deutscher Theologe, Pädagoge und Kirchenlieddichter
- Naderpour, Nader (1929–2000), iranischer Schriftsteller und Lyriker
- Nadeschdin, Boris Borissowitsch (* 1963), russischer Politiker, Rechtsanwalt und Menschenrechtler
- Nadeschdina, Nadeschda Sergejewna († 1979), russische Balletttänzerin und Choreografin

### Nadh
- Nádházy, Evelin (* 1995), ungarische Leichtathletin
- Nádherná von Borutín, Sidonie (1885–1950), böhmische Baronin und SalonièreSidonie Nádherná von Borutín (1885–1950)

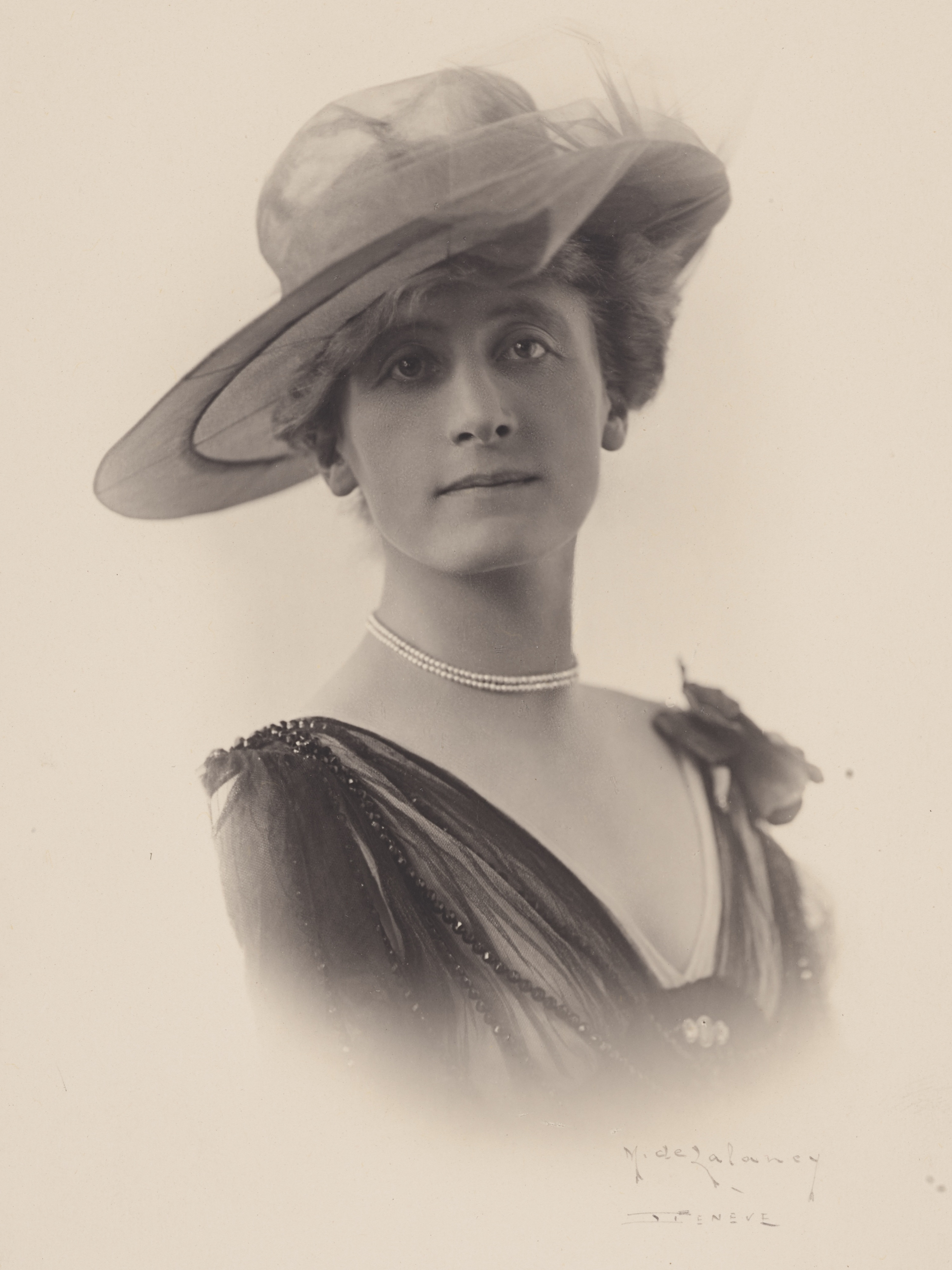
Sidonie Nádherná von Borutín (1885–1950)

- Nadherny, Ernst (1885–1966), österreichischer Schauspieler und Sänger
- Nádherný, Jan Nepomuk (1772–1860), böhmischer Adliger, Unternehmer und Großgrundbesitzer

### Nadi
- Nadi, Aldo (1899–1965), italienischer Fechter
- Nadi, Nedo (1894–1940), italienischer Säbel- und Florettfechter
- Nadia Al-Sakkaf, jemenitische Politikerin und Journalistin
- Nadide Sultan (* 1976), türkische Pop-Sängerin
- Nadien, David (1926–2014), US-amerikanischer Violinist
- Nadig, Adolf (1877–1960), Schweizer Politiker (FDP), Unternehmer, Naturforscher und Naturschützer
- Nadig, Eva (1871–1961), Schweizer Pädagogin
- Nadig, Friederike (1897–1970), deutsche Politikerin (SPD), MdL, MdB
- Nadig, Kruttika (* 1988), indische Schachspielerin
- Nadig, Marie-Theres (* 1954), Schweizer Skirennläuferin
- Nadig, Maya (* 1946), Schweizer Ethnopsychoanalytikerin
- Nadig, Peter (* 1959), deutscher Althistoriker
- Nadig, Peter (* 1965), Schweizer Fußballspieler
- Nadim, Khairin (* 2004), singapurischer Fußballspieler
- Nadim, Munirulhaq (* 1985), afghanischer Fußballspieler
- Nadim, Nadia (* 1988), dänische Fußballspielerin afghanischer AbstammungNadia Nadim (* 1988)

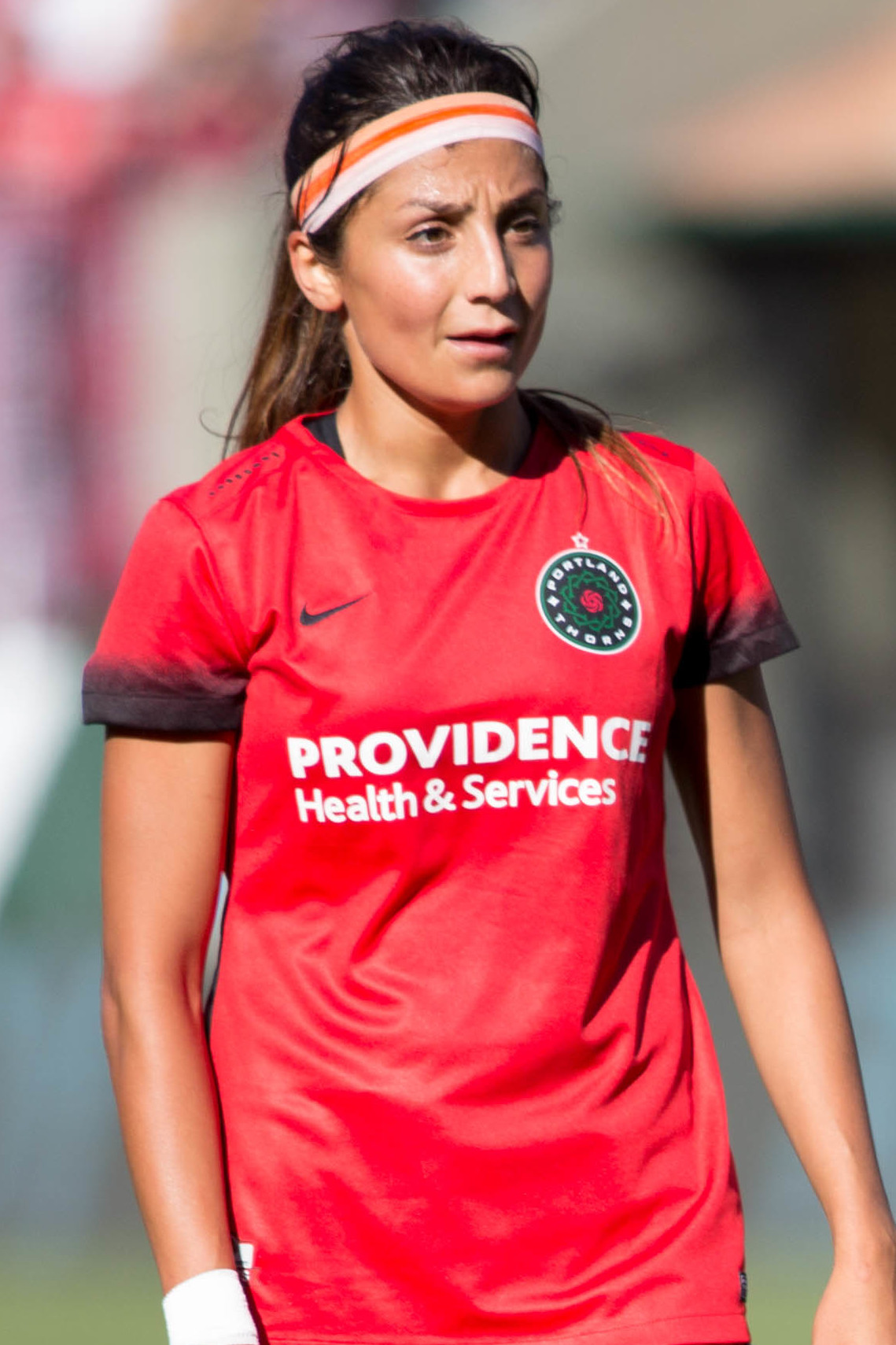
Nadia Nadim (* 1988)

- Nadin, Mihai (* 1938), rumänischer Informatiker und Hochschullehrer
- Nadingar, Emmanuel (* 1951), tschadischer Politiker
- Nadir Schah, Mohammed (1883–1933), König von Afghanistan (1929–1933)
- Nadir, Abdelhaq (* 1993), marokkanischer Boxer
- Nadir, Bilal (* 2003), marokkanisch-französischer Fußballspieler
- Nadir, Ibrahim (* 1998), deutscher Fußballspieler
- Nadir, Jean-Pierre (* 1965), französischer Unternehmer
- Nadir, Kerime (1917–1984), türkische Schriftstellerin
- Nadira, mesopotamische Königstochter
- Nadira (1792–1842), usbekische Dichterin
- Nadira (1932–2006), indische Filmschauspielerin
- Nadiradse, Alexander (1914–1987), sowjetischer Raketeningenieur
- Nadiradse, Kolau (1895–1990), sowjetisch-georgischer Poet des Symbolismus
- Nadiraschwili, Nikolai Semjonowitsch (* 1955), russischer Mathematiker
- Nadirov, Nadir (1932–2021), kurdischer Ingenieur
- Nadiuska (* 1952), deutsche Schauspielerin
- Nâdiya (* 1973), französische R&B-Sängerin

### Nadj
- Nadj Abonji, Melinda (* 1968), Schweizer Schriftstellerin, Musikerin und PerformerinMelinda Nadj Abonji (* 1968)

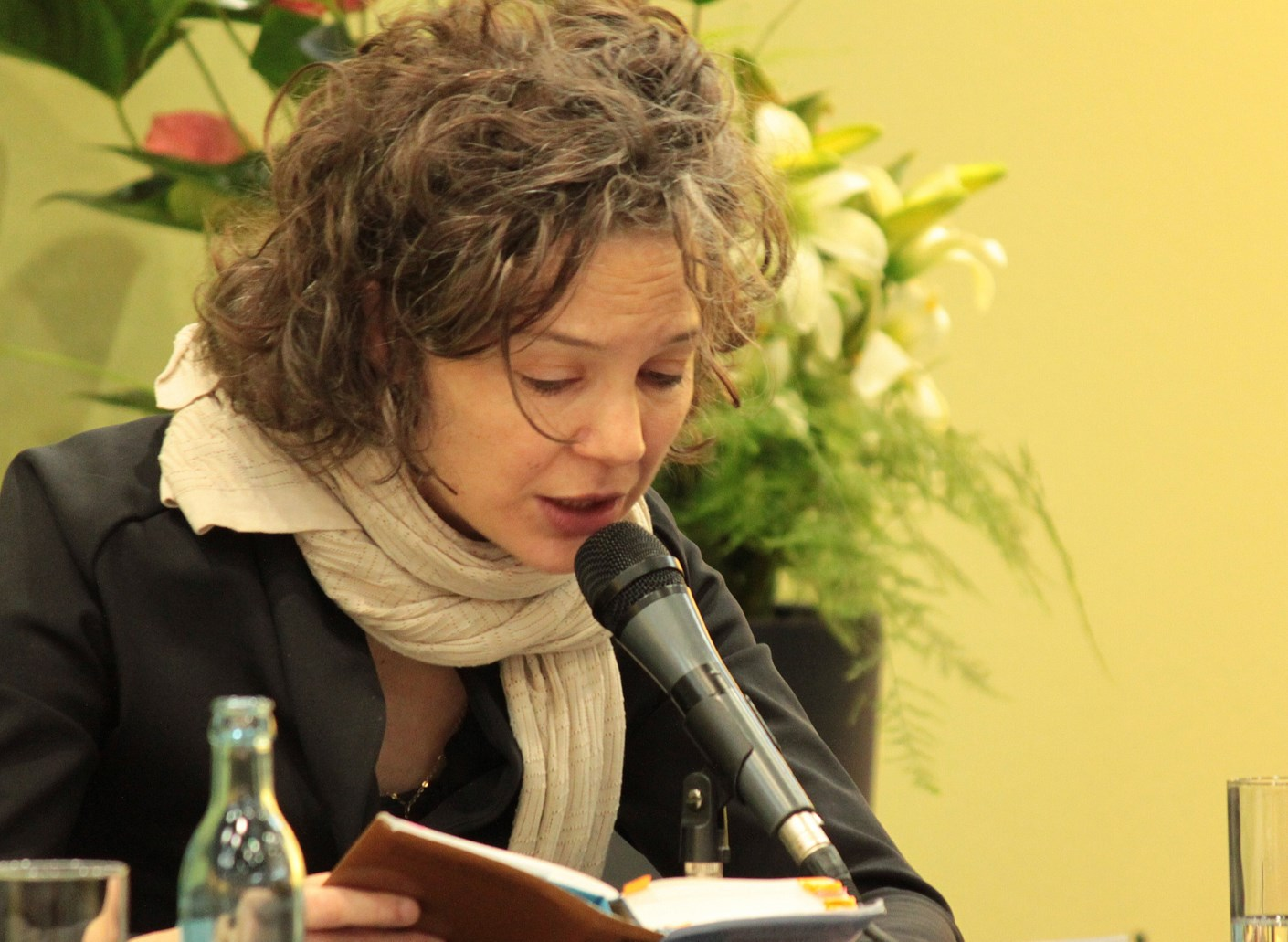
Melinda Nadj Abonji (* 1968)

- Nađ, Albert (* 1974), serbischer Fußballspieler
- Nadj, Josef (* 1953), deutscher Bildhauer
- Nadj, Josef (* 1957), ungarischer Tänzer und Choreograph
- Nadj, Niclas (* 2000), deutscher Fußballspieler
- Nadj, Tibor (* 1973), deutscher Fußballspieler
- Nadjack (* 1994), guinea-bissauischer Fußballspieler
- Nadjafi, Luzie (* 2007), deutsche Schauspielerin und Model
- Nadjari, Marcel (1917–1971), griechischer Elektriker oder Kaufmann jüdischen Glaubens
- Nadje, Guédé (* 2003), ivorisch-französischer Fußballspieler
- Nadjem, Benjamin (* 1995), deutsch-afghanischer Fußballspieler
- Nađfeji, Aleksandar (* 1976), serbischer Basketballspieler
- Nadjfeji, Nemanja (* 2000), deutscher Basketballspieler
- Nadji Bab, Nicolas (* 1969), tschadischer Geistlicher und römisch-katholischer Bischof von Lai
- Nadjina, Kaltouma (* 1976), tschadische Leichtathletin

### Nadk
- Nadkarni, Nalini (* 1954), US-amerikanische Biologin

### Nadl
- Nadler, Charles F. (1929–2024), US-amerikanischer Mediziner und Mammaloge
- Nadler, Erich (1881–1960), deutscher Schauspieler bei Bühne und Film
- Nadler, Franz (1811–1876), österreichischer Mediziner und Politiker
- Nadler, Friedrich (1847–1924), deutscher Pädagoge
- Nadler, Friedrich (* 1946), österreichischer Verkehrswissenschaftler
- Nadler, Fritz (1895–1985), deutscher Admiralarzt der Kriegsmarine
- Nadler, Hans (1879–1958), deutscher Maler
- Nadler, Hans (1910–2005), deutscher Denkmalpfleger und Architekt
- Nádler, Henrik (* 1901), ungarischer Fußballspieler
- Nadler, Herbert (1883–1951), ungarischer Jagdschriftsteller, Zoodirektor, Fotograf, Jäger, Zoologe
- Nadler, Jerry (* 1947), amerikanischer Politiker der Demokratischen Partei
- Nadler, Jörg, Augsburger Buchdrucker
- Nadler, Josef (1884–1963), österreichischer Germanist und Literaturhistoriker
- Nadler, Karl Gottfried (1809–1849), deutscher Jurist, Pfälzer Mundartdichter
- Nadler, Marissa (* 1981), US-amerikanische Sängerin, Gitarristin und MalerinMarissa Nadler (* 1981)

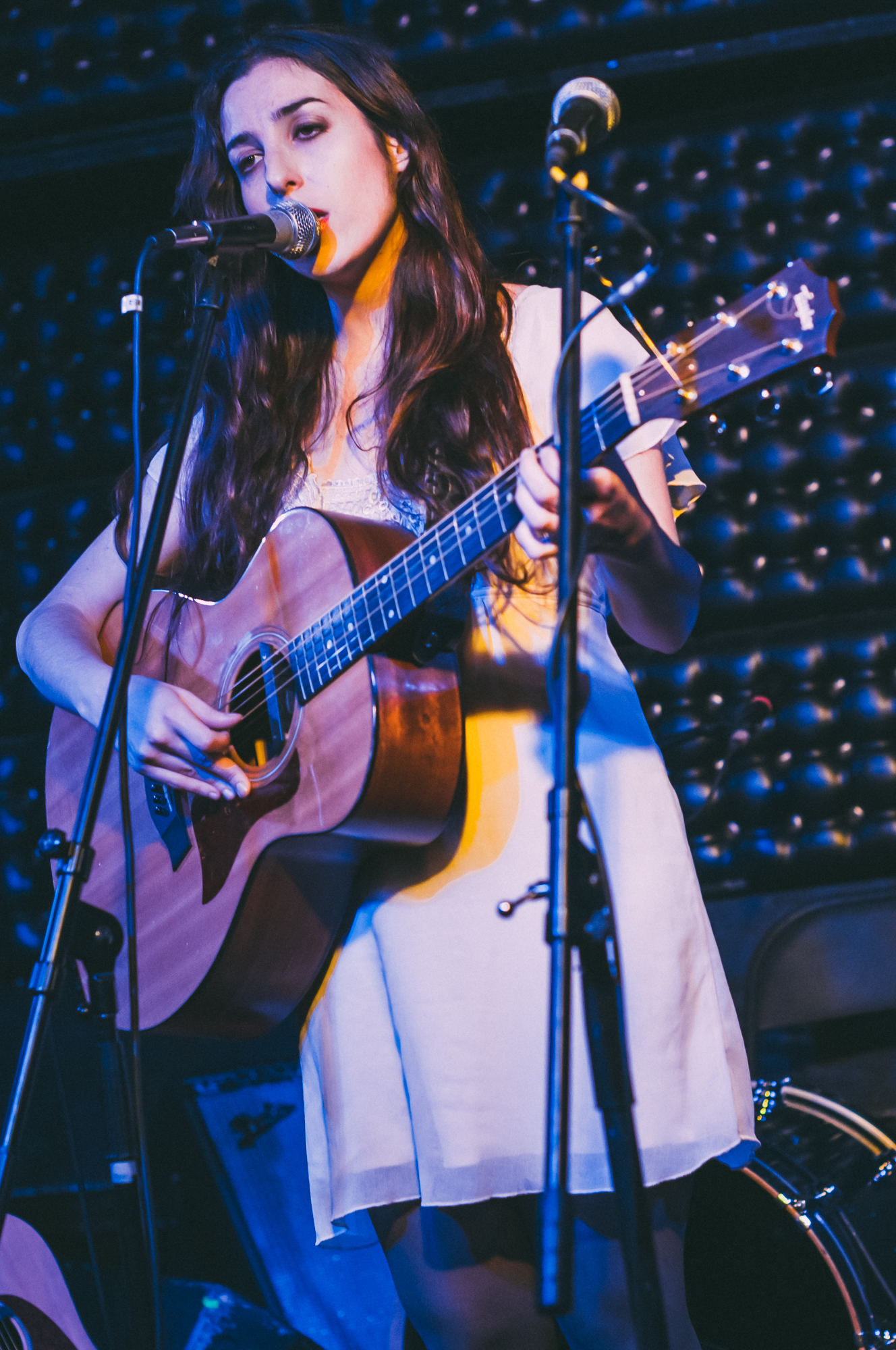
Marissa Nadler (* 1981)

- Nadler, Max (1875–1932), deutscher Schauspieler und Regisseur
- Nadler, Max (* 1880), deutscher Jurist
- Nádler, Róbert (1858–1938), ungarischer Landschaftsmaler
- Nadler, Rudolf, deutscher Drehbuchautor
- Nadler, Walter (* 1946), deutscher Politiker (CSU), MdL

### Nado
- Nadoleczny, Max (1874–1940), deutscher HNO-Arzt und Hochschullehrer in München
- Nadolny, Burkhard (1905–1968), deutscher Schriftsteller
- Nadolny, Erwin (1909–1960), deutscher Historiker und Museumsleiter
- Nadolny, Isabella (1917–2004), deutsche Schriftstellerin
- Nadolny, Matthias (* 1957), deutscher Jazzmusiker
- Nadolny, Petra (* 1960), deutsche Schauspielerin
- Nadolny, Rudolf (1873–1953), deutscher Diplomat
- Nadolny, Sten (* 1942), deutscher SchriftstellerSten Nadolny (* 1942)

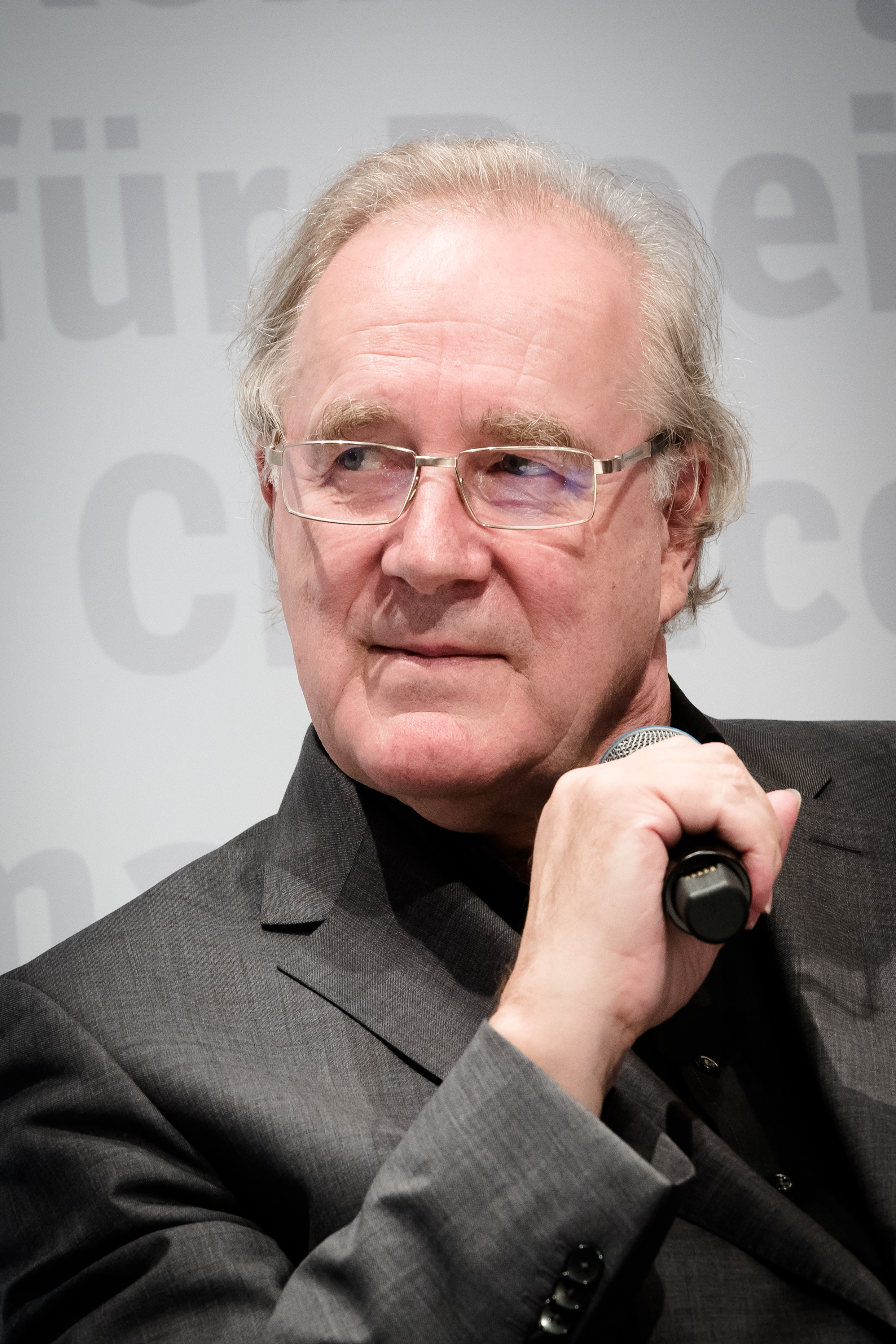
Sten Nadolny (* 1942)

- Nadolny, Walter (1883–1958), deutscher Rechtsanwalt und Brauereidirektor
- Nadolny, Werner (1947–2023), deutscher Komponist, Arrangeur, Keyboardspieler und Saxophonist
- Nadolski, Dieter (1939–2022), deutscher Verleger
- Nadolski, Helmut (* 1942), polnischer Jazz- und Improvisationsmusiker (Kontrabass), Filmkomponist
- Nadolski, Stepan Romanowitsch (1882–1943), russischer Bildhauer
- Nadonye Ndongo, Jean-Bertin (* 1965), kongolesischer Geistlicher, römisch-katholischer Bischof von Lolo
- Nadoolman, Deborah (* 1952), US-amerikanische Kostümbildnerin und Autorin
- Nádor, Magda (* 1955), ungarische Opernsängerin (Sopran) und Gesangspädagogin
- Nadorp, Franz (1794–1876), deutscher Maler
- Nadot, Sébastien (* 1972), französischer Historiker, Schriftsteller und Politiker, außerordentlicher Professor für Leibeserziehung und Sport, ebenfalls Doktor der Geschichte
- Nadounké, Sali (* 1980), burkinische Kugelstoßerin
- Nadoveza, Petar (1942–2023), kroatischer Fußballspieler und -trainer

### Nadr
- Nadr ibn al-Hārith, an- († 624), Gegner MohammedsAn-Nadr ibn al-Hārith († 624)

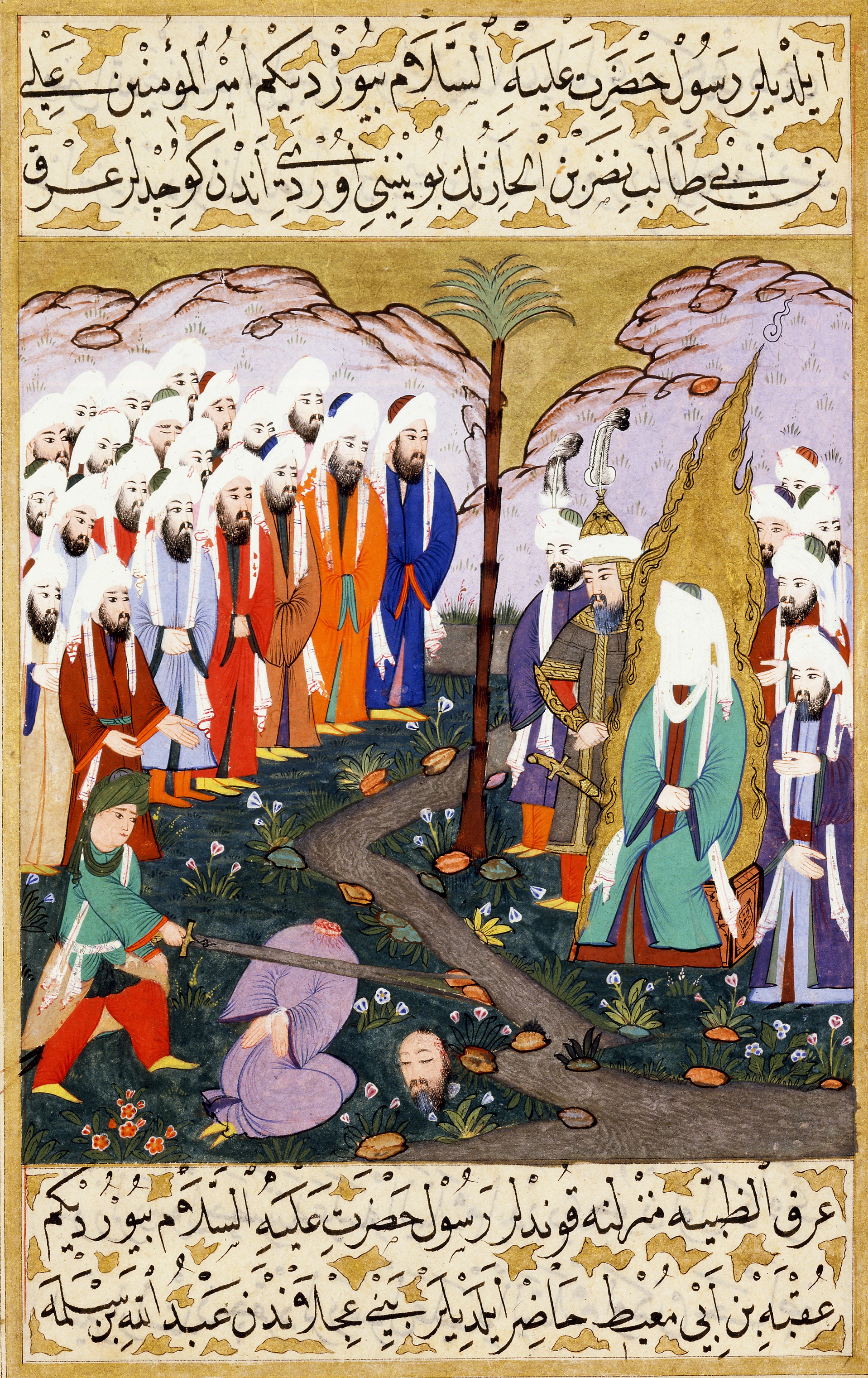
An-Nadr ibn al-Hārith († 624)

- Nadrchal, Vladimír (* 1938), tschechischer Eishockeytorhüter

### Nads
- Nadschafi, Mohammad-Ali (* 1952), iranischer Politiker, Mathematiker und Hochschullehrer
- Nadschakow, Georgi (1896–1981), bulgarischer Physiker
- Nadschar, Mostafa Mohammad (* 1956), iranischer Politiker, Verteidigungsminister des Iran
- Nadschara, Israel (1555–1628), jüdischer Gelehrter und Kabbalist
- Nadschi al-Utri, Muhammad (* 1944), syrischer Politiker, Premierminister von Syrien
- Nadschibullāh, Mohammed (1947–1996), afghanischer Politiker
- Nadschm ad-Dīn al-Ghazzī (1570–1651), syrischer Chronist und Hadithhgelehrter
- Nadschm ad-Dīn at-Tūfī (1276–1316), hanbalitischer Gelehrter
- Nadschm, Abol Qassem (1892–1981), persischer Politiker und Botschafter
- Nadschmuddin Ayyub († 1173), zengidischer General und Vater von Saladin
- Nadson, Georgi Adamowitsch (1867–1939), sowjetischer Biologe
- Nadson, Semjon Jakowlewitsch (1862–1887), russischer Dichter

### Nadt
- Nadthawat Supasit (* 2001), thailändischer Fußballspieler
- Nadtoka, Oleksandr (* 1991), ukrainischer Ruderer

### Nadu
- Nadu, Dumitru (* 1957), rumänischer Fußballspieler

### Nadv
- Nádvornik, David (* 1987), deutscher Schauspieler
- Nadvornik, Petra (* 1960), deutsche Opernsängerin (Sopran)
- Nadvornik, Wolfgang (* 1956), österreichischer Wirtschaftswissenschaftler
- Nadvornik, Wolfgang (* 1970), deutscher Sportjournalist und FernsehmoderatorWolfgang Nadvornik (* 1970)

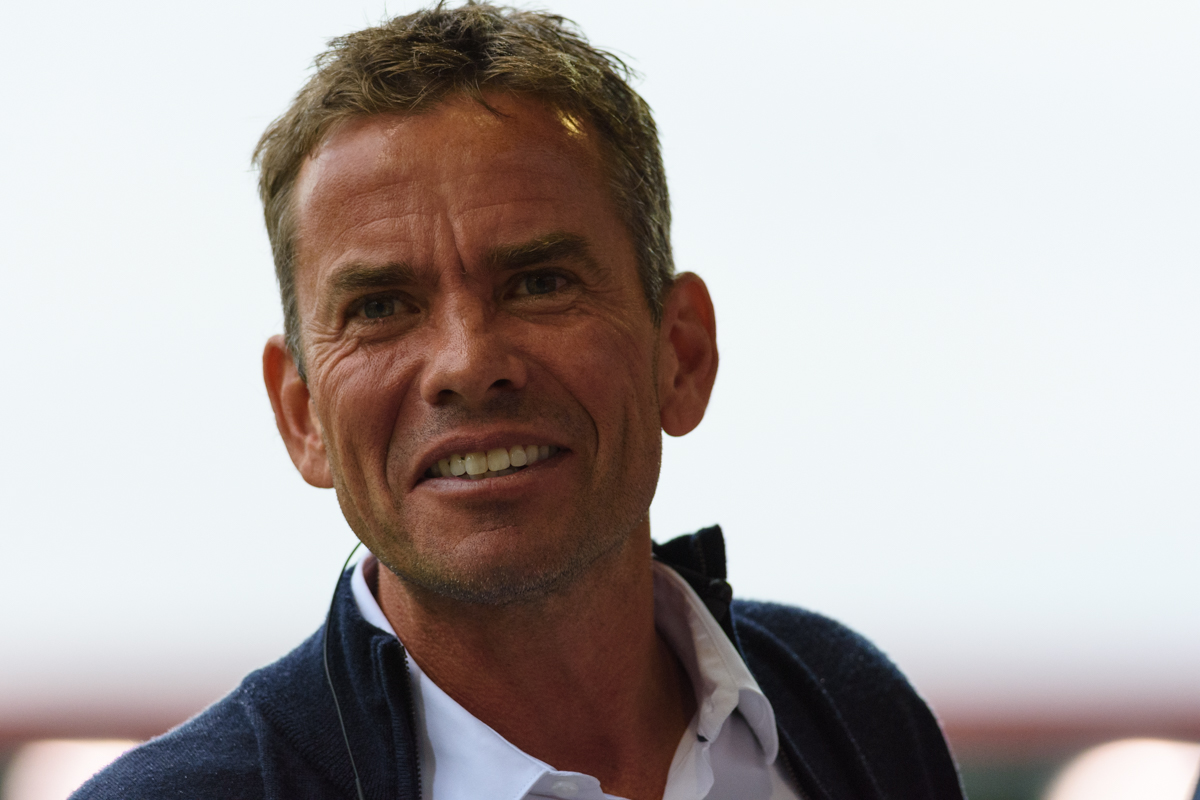
Wolfgang Nadvornik (* 1970)

- Nádvorníková, Alena (1942–2023), tschechische Dichterin, Zeichnerin und Malerin

### Nadw
- Nadwi, Abul Hasan Ali (1913–1999), indischer Islamgelehrter

### Nady
- Nadylam, William (* 1966), französischer Schauspieler
- Nadymowa, Stefanija Georgijewna (* 1994), russische Skispringerin
- Nadyrschina, Sofija Walerjewna (* 2003), russische Snowboarderin